# Wacław Oszajca
Wacław Oszajca SJ, ps. Jakub Nadbystrzycki, JaNad, Tadeusz Cieśla (ur. 28 września 1947 w Źwiartowie) – polski duchowny katolicki, jezuita, teolog, dziennikarz, publicysta i poeta.
W 1971 ukończył studia na Wydziale Teologicznym Katolickiego Uniwersytetu Lubelskiego. W tym samym roku uzyskał święcenia kapłańskie. Od 1987 należy do zakonu Towarzystwa Jezusowego (Jezuitów).

## Życiorys
Był wikariuszem w Niedrzwicy Kościelnej (1974), Lublinie (1977, duszpasterz akademicki) i Lubartowie (1978), wykładowca w Wyższym Seminarium Duchownym w Siedlcach (1978), dyrektor domu rekolekcyjnego w Łabuniach (1981). W latach 1981–1986 był kapelanem Niezależnego Zrzeszenia Studentów Politechniki Lubelskiej. W latach 1982–1986 przewodniczył Lubelskiemu Komitetowi Pomocy Internowanym i Represjonowanym. W latach 1987–1988 nowicjat Towarzystwa Jezusowego w Kaliszu i Gdyni. W latach 1988–1992 był duszpasterzem Jezuickiego Ośrodka Kultury Chrześcijańskiej w Poznaniu. 11 listopada 1988 został zatrzymany przez MO podczas próby udzielenia sakramentu chorych pobitemu, nieprzytomnemu demonstrantowi w Poznaniu. W latach 1992–1994 był duszpasterzem akademickim i wykładowcą homiletyki w Wyższym Seminarium Duchownym w Toruniu. Od 1995 do 2006 redaktor naczelny „Przeglądu Powszechnego” – miesięcznika społeczno-kulturalnego jezuitów. Od 2001 wykłada homiletykę na Papieskim Wydziale Teologicznym w Warszawie. Emerytowany (2003) wykładowca w Instytucie Dziennikarstwa Uniwersytetu Warszawskiego. W latach 2003–2005 był członkiem jury Nagrody Literackiej „Nike”.
W 1974 debiutował jako poeta wierszami w miesięczniku „Msza Święta”. Autor wielu książek i publikacji, wierszy oraz tłumaczeń. Publikuje m.in. w „Akcencie”, „Charakterach”, „Gazecie Wyborczej”, „Gościu Niedzielnym”, „Tygodniku Powszechnym”, „W drodze”, „Życiu Duchowym” i „Scenie”. Wielokrotny laureat nagród dziennikarskich i literackich. Prowadzący i gość programów publicystycznych o tematyce religijnej w radiu i telewizji.
Jest członkiem Stowarzyszenia Pisarzy Polskich i Stowarzyszenia Dziennikarzy Polskich (do 2016). Współzałożyciel Wschodniej Fundacji Kultury „Akcent” (1994) i członek jej Rady Programowej.

## Odznaczenia
- Krzyż Komandorski Orderu Odrodzenia Polski (15 września 2011)[3] – order odebrał w czasie uroczystości z okazji Święta 3 Maja w 2012[4],
- Złoty Krzyż Zasługi (2005),
- Srebrny Krzyż Zasługi (2000),
- Odznaka Honorowa „Zasłużony dla Kultury Polskiej” (2010),
- Odznaka „Zasłużony Działacz Kultury” (2001),
- Medal „Zasłużony dla Tolerancji” (2000),
- Medal Wschodniej Fundacji Kultury „Akcent” (2004),
- Odznaka Honorowa „Zasłużony dla Województwa Lubelskiego” (2009),
- Odznaka Polskiego Towarzystwa Stwardnienia Rozsianego „Ambasador SM” (2012)[2].

## Nagrody
- I nagroda w Konkursie Młodego Twórcy (1979)[5],
- nagroda Kultury Niezależnej (za rok 1990)[5],
- nagroda poetycka im. Józefa Czechowicza (III stopnia 1981-1983, I stopnia w 1991)[5],
- nagroda Stanisława Piętaka (1993)[5],
- nagroda Feliks 93 „Gazety Wyborczej” (1993)[5],
- nagroda im. Świętego Brata Alberta – Adama Chmielowskiego (2010)[2].

## Twórczość
- Zamysł, ZLP, Lublin 1979.
- Z głębi cienia, Wyd. Lubelskie, 1981.
- Listy ze strajku, 1983 (pod pseud. Jakub Nadbystrzycki).
- Łagodność domu, Wyd. Lubelskie, 1984.
- Naszyjnik Umiłowanego, OTO Kalambur, Wrocław 1984.
- Ty za blisko, my za daleko. Wybór wierszy, Duszpasterstwo Akademickie, Lublin 1985.
- Mnie się nie lękaj, Lublin 1989.
- Rozmyślajmy dziś..., Pallotinum, Poznań 1991.
- Śladami Nieznanego. Rozmowy o Jezusie, Oficyna Przeglądu Powszechnego, 1991.
- Powrót Uriasza i inne wiersze, Barbara, Szczecin 1992.
- Juda przyjdzie ostatni i inne wiersze z rysunkami Janusza Marciniaka, Poznań 1992.
- Z dnia na dzień, nakładem WKTiS UM w Toruniu 1994 r.
- Przy świecy i ogarku. Rozmowy, eseje, szkice, Stowarzyszenie Pisarzy Polskich, Poznań 1995.
- Zebrane po drodze, WAM, Kraków 1998
- Reszta większa od całości,  Wydawnictwo Iskry 2003, ISBN 83-207-1737-X.
- Msza w kolorach tęczy, Wydawnictwo Rhetos, Warszawa 2003.
- Trochę zostawić Bogu. Z Wacławem Oszajcą rozmawia Jarosław Makowski, wyd. ZNAK, Kraków 2004.
- Żeby nie spłoszyć, Wydawnictwo Rhetos, Warszawa 2004.
- Nasz przyjaciel papież Jan Paweł II, Wydawnictwo Papilon, Warszawa 2007.
- Odwrócona perspektywa, Wydawnictwo Iskry 2009, ISBN 978-83-244-0112-3.
- Biblia dla dzieci na każdy dzień, Wydawnictwo Świętego Wojciecha, Poznań 2009.
- Niemszalne kazania, Wydawnictwo Rhetos, Warszawa 2010.
- Z Biblią przez cały rok. Opowieści dla dzieci Wydawnictwo Święty Wojciech, Poznań 2011.
- Az öröm szenvedése, przekład. Kovács i Zsille Gábor, Magyar Napló Kiadó, Budapest 2012.
- Uwierz Mu na słowo. Felietony biblijne, Wydawnictwo WAM i Tygodnik Powszechny, Kraków 2015
- Boże Narodzenie. Kolorowanka kreatywna z szopką do składania, Wydawnictwo WAM, Kraków 2016.

Scenariusze dla Teatru Polskiego Radia:
- Przyszli za późno czyli w samą porę – premiera 2008
- Czyściec Judy – premiera 2010
- Ekspres Warszawa – Suwałki – premiera 2010